# 默瑟灣
54°16′S 36°40′W / 54.267°S 36.667°W
默瑟灣是南極洲的海灣，位於南喬治亞島，是昆伯蘭西灣的西南端，由瑞典探險隊繪入地圖，以英國海軍的上尉指揮官命名。